# Самперс, Аске
Аске Самперс (нидерл. Aske Sampers; род. 20 мая 2001) — бельгийский футболист, нападающий клуба «Серкль Брюгге».

## Клубная карьера
Является воспитанником «Серкль Брюгге», за который выступает с 13 лет. Выступал за юношеские команды клуба различных возрастов. 10 января 2020 года подписал с командой полупрофессиональный контракт на один сезон с возможностью продления ещё на один. Перед началом сезона проходил тренировочные сборы с основной командой. 23 апреля 2021 подписал с клубом новый контракт. Был включен в заявку в команду на новый сезон 2021/2022 года. На матч первого тура с «Беерсхотом» впервые был включен в заявку команды, но на поле не появился. 31 июля в игре с «Лёвеном» дебютировал в чемпионате Бельгии, появившись на поле на 87-й минуте вместо словенца Дино Хотича.

## Клубная статистика
| Выступление      | Выступление      | Выступление      | Лига | Лига | Кубки | Кубки | Конт.кубки | Конт.кубки | Итого | Итого |
| Клуб             | Лига             | Сезон            | Игры | Голы | Игры  | Голы  | Игры       | Голы       | Игры  | Голы  |
| ---------------- | ---------------- | ---------------- | ---- | ---- | ----- | ----- | ---------- | ---------- | ----- | ----- |
| Серкль Брюгге    | Лига Жюпиле      | 2021/22          | 1    | 0    | 0     | 0     | 0          | 0          | 1     | 0     |
| Серкль Брюгге    | Итого            | Итого            | 1    | 0    | 0     | 0     | 0          | 0          | 1     | 0     |
| Всего за карьеру | Всего за карьеру | Всего за карьеру | 1    | 0    | 0     | 0     | 0          | 0          | 1     | 0     |